# Ophiacantha spinifera
Ophiacantha spinifera är en ormstjärneart som beskrevs av Christian Frederik Lütken och Ole Theodor Jensen Mortensen. Ophiacantha spinifera ingår i släktet Ophiacantha och familjen knotterormstjärnor.